# Jacques Mathivat
Jacques Mathivat est né le 3 janvier 1932 à Neuilly-sur-Seine, Hauts-de-Seine et mort le 13 novembre 2012 .  Ingénieur diplômé de l'École spéciale des travaux publics et de l'École nationale supérieure des pétroles et moteurs.
Ingénieur, puis directeur des études de l'entreprise Campenon-Bernard, il a ensuite fondé le bureau d'études SECOA, avant de reprendre la direction du café familial Les Deux Magots. 
Il est inhumé au cimetière du Père-Lachaise (67e division).

## Ingénieur dans l'entreprise Campenon-Bernard
En 1961, après ses études d'ingénieur, il entre chez Campenon-Bernard. Le premier ouvrage qu'il étudie est le pont de Choisy-le-Roi sur la Seine. Ce premier pont était le prototype des ponts construits en encorbellement avec des voussoirs préfabriqués à joints conjugués collés. Ce pont a aussi été à l'origine d'un nouveau type de piles : les piles à voiles souples. Ces piles se composent de deux voiles minces permettant un encastrement élastique du tablier vis-à-vis des moments de flexion mais suffisamment souples pour laisser libre le tablier en déplacement longitudinal, en particulier celui dû aux variations de température. Ce premier pont a permis de mettre au point la conception de ces piles.
Ce type de piles a ensuite été repris sur d'autres ponts :
- le pont de Juvisy, sur la Seine,
- le pont de Courbevoie,
- le pont du Magnan, sur le contournement de Nice de l'autoroute A8.

Ce principe a été repris sur des ouvrages en Suisse, comme le viaduc de Chillon.
Ce principe a été repris dans la conception a double ligne d'appareils d'appui en néoprène fretté.
Pendant cette période a été mis au point la méthode de construction en encorbellement symétrique en voussoirs préfabriqués à l'aide d'une poutre de lancement. Le premier grand pont construit suivant cette méthode a été le pont de l'île d'Oléron, en 1966.

## Directeur des études de Campenon-Bernard
Il est nommé directeur des études de Campenon-Bernard en 1972. Il a participé avec Jean Muller, directeur scientifique de Campenon-Bernard et Jean Chaudesaigues, directeur technique puis directeur général, à la conception et à la réalisation des ouvrages de cette entreprise avec une équipe d'ingénieurs, entre autres, Michel Placidi, Jacques Combault.
Le bureau d'études a alors réalisé un nombre important d'ouvrages en béton précontraint construits par encorbellement successif :
- pont aval du boulevard périphérique de Paris,
- pont amont du boulevard périphérique de Paris,
- pont de Saint-André-de-Cubzac de l'autoroute A10,
- viaducs de l'autoroute A3,
- pont de Saint-Cloud de l'autoroute A13,
- les premiers ponts du contournement de Nice de l'autoroute 8,
- le pont sur la Marne et les viaducs de Neuilly-sur-Marne de la ligne A du RER,
- le pont d'Orléans en béton précontraint,
- le viaduc de Gennevilliers de l'autoroute A15,
- le pont de Clichy sur la Seine, de la ligne 13 du métro.

Il a dirigé la conception du pont de Brotonne qui était au moment de sa construction le pont à haubans en béton précontraint ayant la plus grande portée au monde avec 320 m.
Ces différents ouvrages ont apporté des solutions originales de construction :
- ponts du contournement de Nice par l'A8 : bétonnage en deux phases du tablier  U inférieur puis le hourdis supérieur,
- pont de Clichy du métro : préfabrication des âmes, puis bétonnage en place des hourdis inférieur et supérieur,
- pont de Brotonne : préfabrication des âmes, bétonnage en place des hourdis, haubanage réparti
- viaduc de Gennevilliers : pont en béton précontraint construit en encorbellement successif à l'aide d'équipages mobiles. Ce pont, avec une travée de 172 m était la plus grande portée en France en 1976. Le tablier avait une section transversale avec trois âmes. Ce pont a ensuite été dédoublé.
- pont de Saint-André-de-Cubzac : tablier en béton précontraint en voussoirs préfabriqués à deux âmes avec un hourdis supérieur nervuré.

Pendant cette période, Campenon-Bernard a mis au point et développé la construction des tabliers en voussoirs préfabriqués avec un haubanage provisoire. Cette solution permet de commencer la construction en voussoirs préfabriqués en partant d'une culée et en continuant la pose jusqu'à l'autre culée.
La construction en encorbellement a aussi été utilisée pour la réalisation du pont du Bonhomme sur le Blavet. Ce pont en béton précontraint  est un pont à béquilles construit en encorbellement successif à l'aide d'équipages mobiles pour remplacer l'ancien pont à haubans.

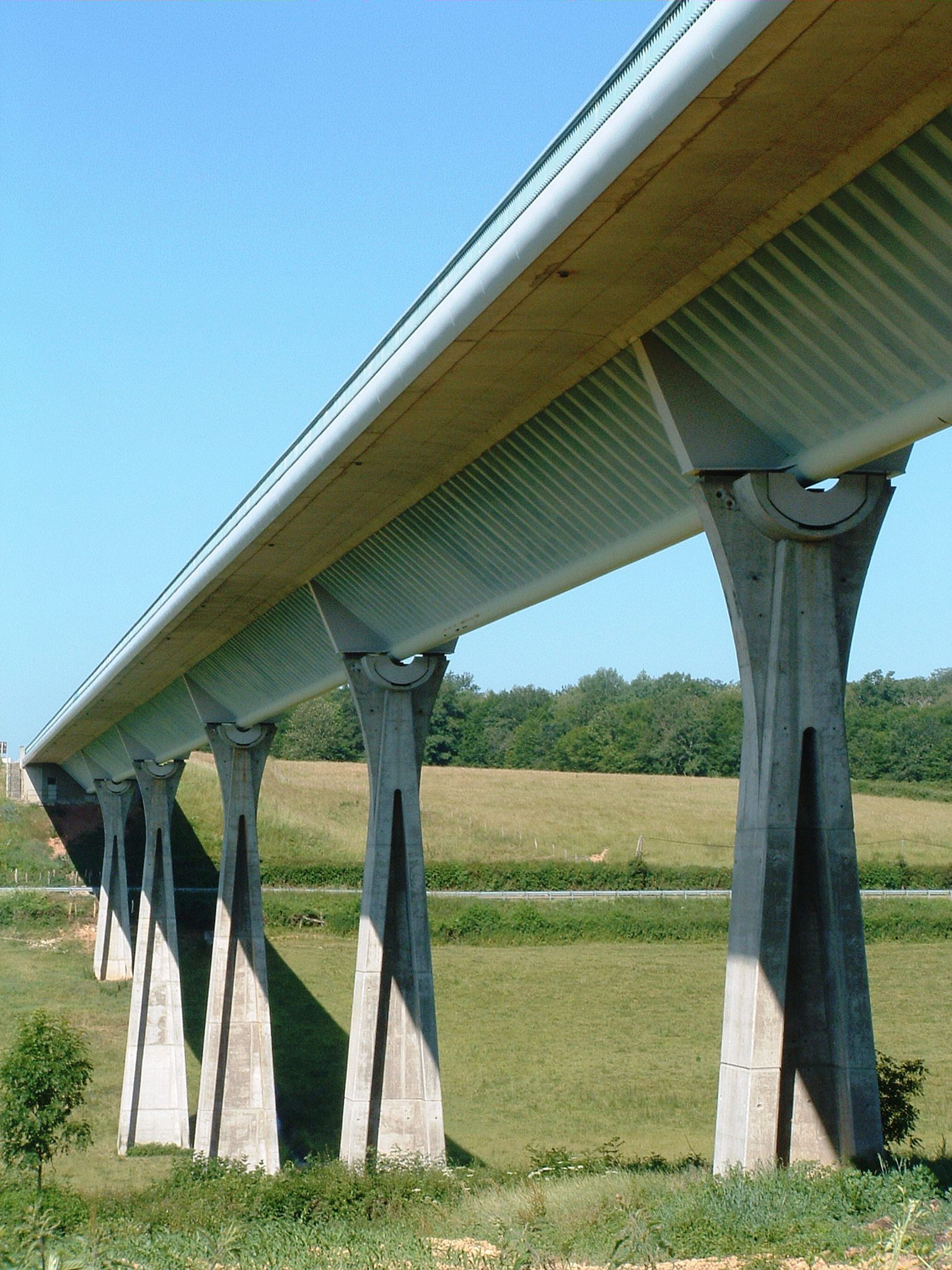
Pont de Maupré

Il va participer aux recherches sur l'optimisation de la section transversale des tabliers de pont en remarquant que dans celle-ci il y a deux parties :
- les hourdis inférieur et supérieur ;
- les âmes.

Les âmes reprennent l'effort tranchant mais apportent du poids et consomment de la force de précontrainte, ce qui diminue le rendement géométrique de la section.
Les hourdis reprennent la compression. L'idée était de ne pas faire reprendre la compression due à la précontrainte par les âmes en annulant leur rigidité longitudinale ce qui donnerait un rendement géométrique de la section égal à 1. Plusieurs solutions ont été étudiées :
- âmes métalliques planes raidies ;
- âmes en treillis métallique ;
- âmes métalliques en tôle plissée. Cette dernière solution ressemble à celle qui avait été adoptée rigidifier les carlingues de Junkers Ju 52 ou les capots de la 2CV.

Cette dernière solution a été brevetée par Campenon-Bernard et utilisée pour la première fois sur le Pont de Maupré à Charolles.
Pour alléger les sections transversales et améliorer la mise en place de la précontrainte a aussi été développé un autre concept de mise en place de la précontrainte :
- la précontrainte intérieure au béton dans le hourdis supérieur pour les câbles de fléau ;
- la précontrainte intérieure au béton dans le hourdis inférieur pour les câbles nécessaires au clavage des fléaux ;
- la précontrainte extérieure au béton pour la précontrainte nécessaire pour la reprises des charges d'exploitation.

Ce système de précontrainte permet de limiter les pertes de précontrainte et d'améliorer l'injection des câbles. L'injection des câbles de précontrainte avec des produits souple - graisse ou cire - permet leur remplacement éventuel. Ces câbles permettent de reprendre une partie de l'effort tranchant ce qui permet de diminuer l'épaisseur des âmes et d'augmenter l'efficacité des sections tubulaires.

## Société d'étude et de calculs en ouvrages d'art (SECOA)
En 1978, Jacques Mathivat a quitté Campenon-Bernard pour fonder le bureau d'études SECOA avec Bertrand Lenoir puis Patrice Kirschner qui en assurent la cogérance depuis 1988.

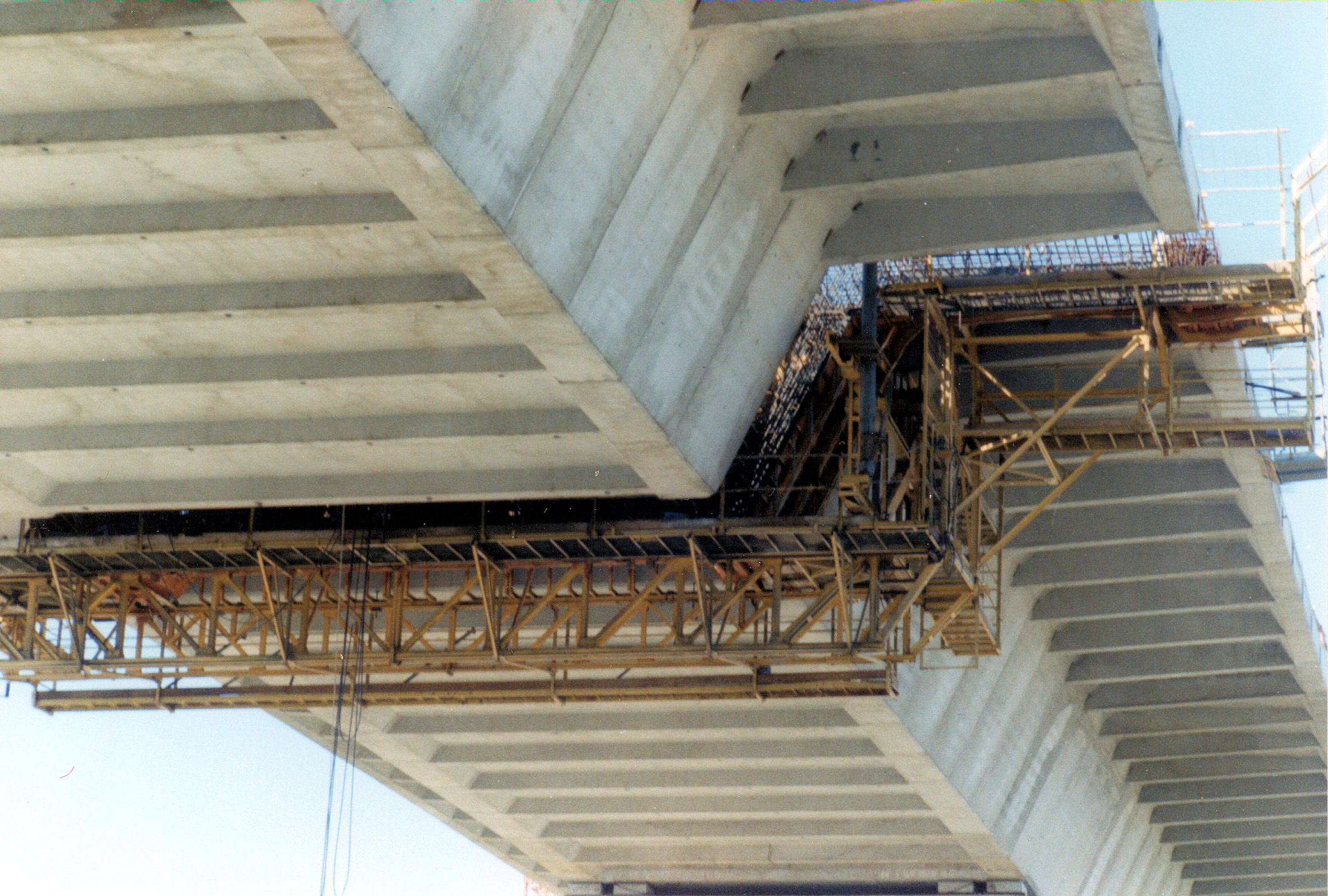
Viaduc d'accès du pont de Cheviré - Clavage d'une travée avec un équipage mobile

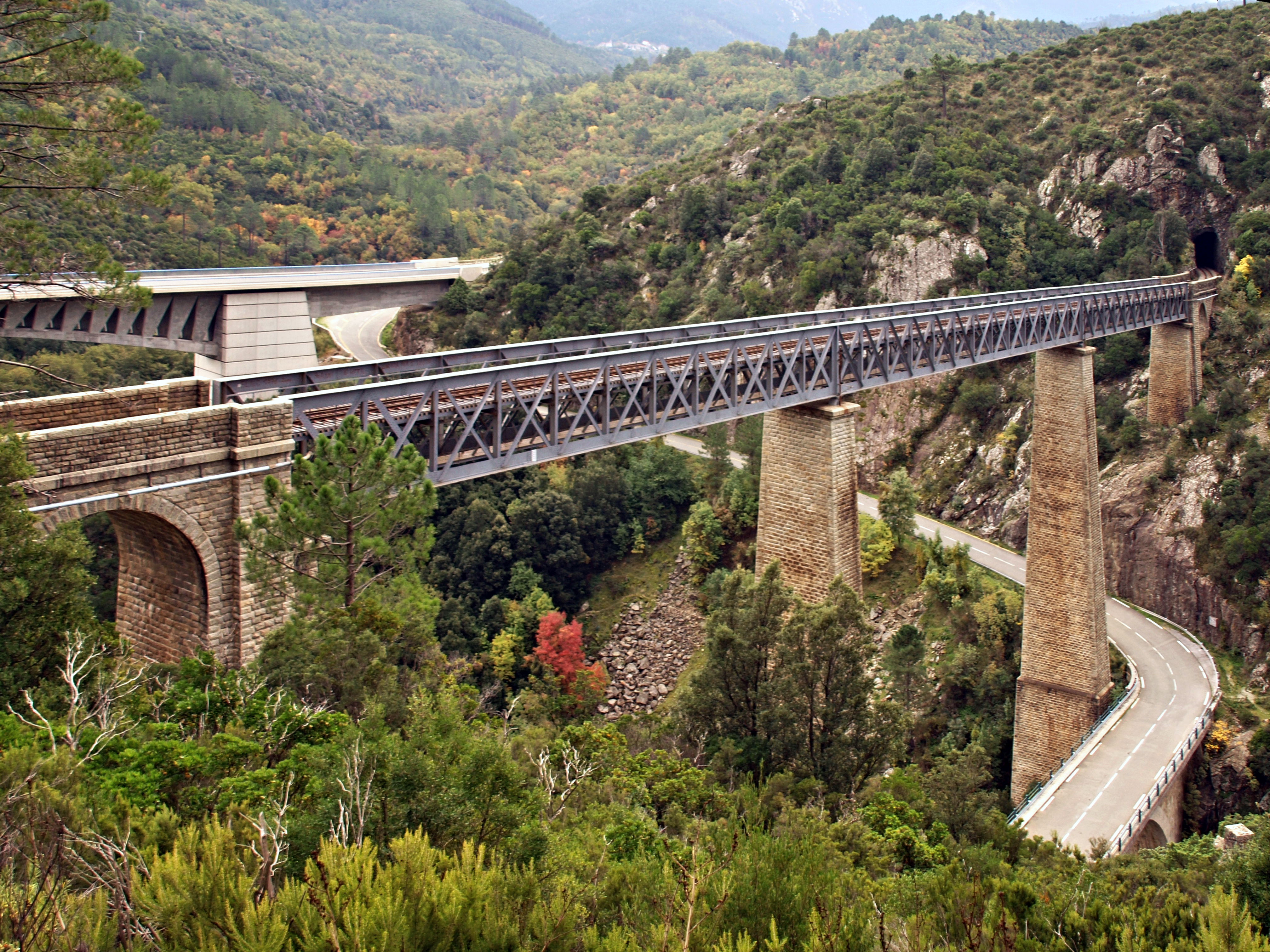
Les trois ponts de Venaco avec le nouveau pont

Il va poursuivre ses recherches sur l'optimisation des tabliers en béton précontraint comme ingénieur concepteur en maîtrise d'œuvre et pour le compte d'entreprises. Cette recherche va se développer dans plusieurs directions :
- alléger les hourdis grâce à des raidisseurs transversaux. Cette solution a été utilisée pour les viaducs d'accès en béton précontraint du pont de Cheviré,
- alléger les âmes en les évidant en leur donnant un aspect d'une suite de panneaux triangulaires, pointe en bas. Cela devait permettre un gain de près de 50 % du poids des âmes par rapport aux âmes traditionnelles. C'est cette solution qui a été utilisée en 1999 pour le nouveau pont Baggioni à Venaco, en Haute-Corse par Michel Placidi et Ladislas Paulik, à côté du pont Eiffel. Cette solution a été utilisée de nouveau, en 2008, pour le pont d'Abra, en Corse-du-Sud.

Un autre axe de recherche a porté sur l'optimisation de la précontrainte. Les moments de flexion sous charges réparties sont le double sur appui par rapport à ceux de milieu de travée. En sortant la précontrainte extérieure au béton au-dessus du hourdis supérieur, on lui donne une meilleure efficacité. Cette solution, appelée précontrainte extradossée, est une transition entre la précontrainte classique placée dans la hauteur du tablier et les haubans mis en œuvre au-dessus. Elle a été utilisée en France sur un ouvrage au-dessus de l'autoroute A43, dans la vallée de la Maurienne. Plusieurs ouvrages ont été construits au Japon suivant ce principe.
Le bureau d'études SECOA a participé aux études de nombreux ouvrages d'art.

## Directeur du caféLes Deux Magots
Jacques Mathivat reprend en 1985 le café Les Deux Magots situé devant l'église Saint-Germain-des-Prés de Paris. Il en rachète les murs et développe le restaurant. Il se déclare alors « limonadier, restaurateur et hôtelier ». 
En 1988, il fait partie de la commission sociale du SNRLH. Il devient, en 2000, président du SYNHORCAT (Syndicat National des Hôteliers, Restaurateurs, Cafetiers et Traiteurs).

## Association Française de Génie Civil
Jacques Mathivat a été président de l'Association Française pour la Construction puis de l'AFGC entre 1989 et 1997.

## Enseignement
- Professeur au Centre des hautes études de la construction, section béton armé et précontraint (CHEBAP).
- Professeur à l'École nationale des ponts et chaussées.

## Distinctions
- Chevalier de la Légion d'honneur, remise le 6 juin 2001 par Jean Kerisel[2]
- Prix Albert-Caquot, en 2002.

## Publications
- Jacques Mathivat, Construction par encorbellement des ponts en béton précontraint, Éditions Eyrolles, Paris, 1979
- Jacques Mathivat, Jean-François Bougard, Procédés généraux de construction, Eyrolles, Paris, 1985